# Arno Rudert
Louis Arno Rudert (geboren 23. September 1891 in Oelsnitz/Vogtl.; gestorben 27. März 1954 in Frankfurt am Main) war ein deutscher Redakteur und Zeitungsherausgeber.

## Leben
Von 1920 bis 1924 arbeitete er als Buchhändler, von 1924 bis 1933 als Redakteur der kommunistischen Arbeiterzeitung in Frankfurt am Main. Während der Naziherrschaft wurde Rudert mehrfach verhaftet und zu Zwangsarbeit verurteilt. Nach dem Ende des Zweiten Weltkriegs wurde er Mitglied der neugegründeten KPD.
Rudert war einer der Sieben die von der US-amerikanischen Militärregierung die Lizenz für die Herausgabe der Frankfurter Rundschau erhielten, die ab dem 1. August 1945 als eine von dreien nach dem Krieg neu gegründeten und lizenzierten Zeitungen erschien. Neben Rudert gehörten die Mitlizenzinhaber Emil Carlebach und Otto Grossmann der KPD an, drei andere, Hans Etzkorn, Paul Rodemann und Wilhelm Knothe der SPD. Wilhelm Karl Gerst gehörte vor der Nazizeit der Zentrumspartei an.
Bis 1947 schieden außer ihm alle anderen Mitlizenzinhaber aus dem Herausgebergremium aus. Rudert wurde im November 1947 von der KPD ausgeschlossen. Damit war die Frankfurter Rundschau „kommunistenfrei“.
Im April 1949 wurde Rudert in den Vorstand der Nachrichtenagentur Deutsche Nachrichtenagentur  (DENA) gewählt.
Arno Rudert war verheiratet mit Friedel Rudert (geb. 1903).